# Laphria pilipes
Laphria pilipes là một loài ruồi trong họ Asilidae. Laphria pilipes được Macquart miêu tả năm 1834. Loài này phân bố ở vùng Tân nhiệt đới.